# Eletti all'Assemblea Costituente (Italia)
Questo elenco riporta i nomi dei deputati dell'Assemblea Costituente dopo le elezioni politiche del 1946:
| Collegio                                      | Lista                                           | Eletto                          |
| --------------------------------------------- | ----------------------------------------------- | ------------------------------- |
| Collegio Unico Nazionale                      | Partito Comunista Italiano                      | Palmiro Togliatti               |
| Collegio Unico Nazionale                      | Partito Comunista Italiano                      | Luigi Longo                     |
| Collegio Unico Nazionale                      | Partito Comunista Italiano                      | Mauro Scoccimarro               |
| Collegio Unico Nazionale                      | Partito Comunista Italiano                      | Pietro Secchia                  |
| Collegio Unico Nazionale                      | Partito Comunista Italiano                      | Giorgio Amendola                |
| Collegio Unico Nazionale                      | Partito Comunista Italiano                      | Umberto Nobile                  |
| Collegio Unico Nazionale                      | Partito Comunista Italiano                      | Umberto Massola                 |
| Collegio Unico Nazionale                      | Partito Comunista Italiano                      | Giordano Pratolongo             |
| Collegio Unico Nazionale                      | Partito Comunista Italiano                      | Emilio Sereni                   |
| Collegio Unico Nazionale                      | Partito Comunista Italiano                      | Girolamo Li Causi               |
| Collegio Unico Nazionale                      | Partito Comunista Italiano                      | Velio Spano                     |
| Collegio Unico Nazionale                      | Partito Comunista Italiano                      | Giuseppe Di Vittorio            |
| Collegio Unico Nazionale                      | Partito Comunista Italiano                      | Celeste Negarville              |
| Collegio Unico Nazionale                      | Democrazia Cristiana                            | Giuseppe Micheli                |
| Collegio Unico Nazionale                      | Democrazia Cristiana                            | Attilio Piccioni                |
| Collegio Unico Nazionale                      | Democrazia Cristiana                            | Fausto Pecorari                 |
| Collegio Unico Nazionale                      | Democrazia Cristiana                            | Pier Carlo Restagno             |
| Collegio Unico Nazionale                      | Democrazia Cristiana                            | Giulio Pastore                  |
| Collegio Unico Nazionale                      | Democrazia Cristiana                            | Luigi Chatrian                  |
| Collegio Unico Nazionale                      | Democrazia Cristiana                            | Giuseppe Fuschini               |
| Collegio Unico Nazionale                      | Democrazia Cristiana                            | Maria De Unterrichter Jervolino |
| Collegio Unico Nazionale                      | Democrazia Cristiana                            | Maria Federici                  |
| Collegio Unico Nazionale                      | Democrazia Cristiana                            | Ferdinando Storchi              |
| Collegio Unico Nazionale                      | Democrazia Cristiana                            | Costantino Mortati              |
| Collegio Unico Nazionale                      | Democrazia Cristiana                            | Egidio Tosato                   |
| Collegio Unico Nazionale                      | Unione Democratica Nazionale                    | Vittorio Emanuele Orlando       |
| Collegio Unico Nazionale                      | Unione Democratica Nazionale                    | Benedetto Croce                 |
| Collegio Unico Nazionale                      | Unione Democratica Nazionale                    | Francesco Saverio Nitti         |
| Collegio Unico Nazionale                      | Unione Democratica Nazionale                    | Ivanoe Bonomi                   |
| Collegio Unico Nazionale                      | Unione Democratica Nazionale                    | Nicolò Carandini                |
| Collegio Unico Nazionale                      | Unione Democratica Nazionale                    | Meuccio Ruini                   |
| Collegio Unico Nazionale                      | Unione Democratica Nazionale                    | Giuseppe Paratore               |
| Collegio Unico Nazionale                      | Unione Democratica Nazionale                    | Luigi Einaudi                   |
| Collegio Unico Nazionale                      | Unione Democratica Nazionale                    | Luigi Gasparotto                |
| Collegio Unico Nazionale                      | Unione Democratica Nazionale                    | Giovanni Porzio                 |
| Collegio Unico Nazionale                      | Unione Democratica Nazionale                    | Mario Cevolotto                 |
| Collegio Unico Nazionale                      | Fronte dell'Uomo Qualunque                      | Guglielmo Giannini              |
| Collegio Unico Nazionale                      | Fronte dell'Uomo Qualunque                      | Emilio Patrissi                 |
| Collegio Unico Nazionale                      | Fronte dell'Uomo Qualunque                      | Armando Fresa                   |
| Collegio Unico Nazionale                      | Fronte dell'Uomo Qualunque                      | Mario Marina                    |
| Collegio Unico Nazionale                      | Fronte dell'Uomo Qualunque                      | Vincenzo Tieri                  |
| Collegio Unico Nazionale                      | Fronte dell'Uomo Qualunque                      | Milziade Venditti               |
| Collegio Unico Nazionale                      | Fronte dell'Uomo Qualunque                      | Arturo Rognoni                  |
| Collegio Unico Nazionale                      | Fronte dell'Uomo Qualunque                      | Tommaso Corsini                 |
| Collegio Unico Nazionale                      | Fronte dell'Uomo Qualunque                      | Gennaro Patricolo               |
| Collegio Unico Nazionale                      | Fronte dell'Uomo Qualunque                      | Catullo Maffioli                |
| Collegio Unico Nazionale                      | Partito Socialista Italiano di Unità Proletaria | Pietro Nenni                    |
| Collegio Unico Nazionale                      | Partito Socialista Italiano di Unità Proletaria | Ivan Matteo Lombardo            |
| Collegio Unico Nazionale                      | Partito Socialista Italiano di Unità Proletaria | Giuseppe Emanuele Modigliani    |
| Collegio Unico Nazionale                      | Partito Socialista Italiano di Unità Proletaria | Oreste Lizzadri                 |
| Collegio Unico Nazionale                      | Partito Socialista Italiano di Unità Proletaria | Angelina Merlin                 |
| Collegio Unico Nazionale                      | Partito Socialista Italiano di Unità Proletaria | Sandro Pertini                  |
| Collegio Unico Nazionale                      | Partito Socialista Italiano di Unità Proletaria | Rodolfo Morandi                 |
| Collegio Unico Nazionale                      | Partito Socialista Italiano di Unità Proletaria | Luigi Cacciatore                |
| Collegio Unico Nazionale                      | Partito Socialista Italiano di Unità Proletaria | Olindo Vernocchi                |
| Collegio Unico Nazionale                      | Partito Repubblicano Italiano                   | Carlo Sforza                    |
| Collegio Unico Nazionale                      | Partito Repubblicano Italiano                   | Cipriano Facchinetti            |
| Collegio Unico Nazionale                      | Partito Repubblicano Italiano                   | Arnaldo Azzi                    |
| Collegio Unico Nazionale                      | Partito Repubblicano Italiano                   | Luciano Magrini                 |
| Collegio Unico Nazionale                      | Partito Repubblicano Italiano                   | Tomaso Perassi                  |
| Collegio Unico Nazionale                      | Partito Repubblicano Italiano                   | Enrico Martino                  |
| Collegio Unico Nazionale                      | Partito Repubblicano Italiano                   | Aurelio Natoli Lamantea         |
| Collegio Unico Nazionale                      | Partito Repubblicano Italiano                   | Ugo De Mercurio                 |
| Collegio Unico Nazionale                      | Partito Repubblicano Italiano                   | Gaetano Sardiello               |
| Collegio Unico Nazionale                      | Partito d'Azione                                | Alberto Cianca                  |
| Collegio Unico Nazionale                      | Partito d'Azione                                | Riccardo Lombardi               |
| Collegio Unico Nazionale                      | Partito d'Azione                                | Piero Calamandrei               |
| Collegio Unico Nazionale                      | Partito d'Azione                                | Fernando Schiavetti             |
| Collegio Unico Nazionale                      | Partito d'Azione                                | Leo Valiani                     |
| Collegio Unico Nazionale                      | Partito d'Azione                                | Vittorio Foa                    |
| Collegio Unico Nazionale                      | Partito d'Azione                                | Tristano Codignola              |
| Collegio Unico Nazionale                      | Blocco Nazionale della Libertà                  | Tullio Benedetti                |
| Collegio Unico Nazionale                      | Blocco Nazionale della Libertà                  | Roberto Bencivenga              |
| Collegio Unico Nazionale                      | Blocco Nazionale della Libertà                  | Alberto Bergamini               |
| Collegio Unico Nazionale                      | Blocco Nazionale della Libertà                  | Vincenzo Selvaggi               |
| Collegio Unico Nazionale                      | Blocco Nazionale della Libertà                  | Gustavo Fabbri                  |
| Collegio Unico Nazionale                      | Concentrazione Democratica Repubblicana         | Ferruccio Parri                 |
| Collegio Unico Nazionale                      | Concentrazione Democratica Repubblicana         | Ugo La Malfa                    |
| Collegio Unico Nazionale                      | Partito Cristiano Sociale                       | Gerardo Bruni                   |
| Collegio Unico Nazionale                      | Movimento Unionista Italiano                    | Ugo Damiani                     |
| Torino - Novara - Vercelli                    | Democrazia Cristiana                            | Oscar Luigi Scalfaro            |
| Torino - Novara - Vercelli                    | Democrazia Cristiana                            | Gustavo Colonnetti              |
| Torino - Novara - Vercelli                    | Democrazia Cristiana                            | Ermenegildo Bertola             |
| Torino - Novara - Vercelli                    | Democrazia Cristiana                            | Giuseppe Pella                  |
| Torino - Novara - Vercelli                    | Democrazia Cristiana                            | Giovanni Bovetti                |
| Torino - Novara - Vercelli                    | Democrazia Cristiana                            | Albino Ottavio Stella           |
| Torino - Novara - Vercelli                    | Democrazia Cristiana                            | Silvio Geuna                    |
| Torino - Novara - Vercelli                    | Democrazia Cristiana                            | Gioacchino Quarello             |
| Torino - Novara - Vercelli                    | Democrazia Cristiana                            | Giuseppe Rapelli                |
| Torino - Novara - Vercelli                    | Partito Socialista Italiano di Unità Proletaria | Umberto Calosso                 |
| Torino - Novara - Vercelli                    | Partito Socialista Italiano di Unità Proletaria | Piero Fornara                   |
| Torino - Novara - Vercelli                    | Partito Socialista Italiano di Unità Proletaria | Luigi Carmagnola                |
| Torino - Novara - Vercelli                    | Partito Socialista Italiano di Unità Proletaria | Alberto Jacometti               |
| Torino - Novara - Vercelli                    | Partito Socialista Italiano di Unità Proletaria | Corrado Bonfantini              |
| Torino - Novara - Vercelli                    | Partito Socialista Italiano di Unità Proletaria | Virgilio Luisetti               |
| Torino - Novara - Vercelli                    | Partito Socialista Italiano di Unità Proletaria | Ernesto Carpano Maglioli        |
| Torino - Novara - Vercelli                    | Partito Socialista Italiano di Unità Proletaria | Michele Giua                    |
| Torino - Novara - Vercelli                    | Partito Socialista Italiano di Unità Proletaria | Luigi Zappelli                  |
| Torino - Novara - Vercelli                    | Partito Comunista Italiano                      | Giovanni Roveda                 |
| Torino - Novara - Vercelli                    | Partito Comunista Italiano                      | Vincenzo Moscatelli             |
| Torino - Novara - Vercelli                    | Partito Comunista Italiano                      | Francesco Leone                 |
| Torino - Novara - Vercelli                    | Partito Comunista Italiano                      | Sergio Scarpa                   |
| Torino - Novara - Vercelli                    | Partito Comunista Italiano                      | Vittorio Flecchia               |
| Torino - Novara - Vercelli                    | Partito Comunista Italiano                      | Francesco Moranino              |
| Torino - Novara - Vercelli                    | Unione Democratica Nazionale                    | Bruno Villabruna                |
| Cuneo - Alessandria - Asti                    | Democrazia Cristiana                            | Giuseppe Brusasca               |
| Cuneo - Alessandria - Asti                    | Democrazia Cristiana                            | Giovanni Battista Bertone       |
| Cuneo - Alessandria - Asti                    | Democrazia Cristiana                            | Leopoldo Baracco                |
| Cuneo - Alessandria - Asti                    | Democrazia Cristiana                            | Teodoro Bubbio                  |
| Cuneo - Alessandria - Asti                    | Democrazia Cristiana                            | Giuseppe Raimondi               |
| Cuneo - Alessandria - Asti                    | Democrazia Cristiana                            | Angelo Bellato                  |
| Cuneo - Alessandria - Asti                    | Democrazia Cristiana                            | Enzo Giacchero                  |
| Cuneo - Alessandria - Asti                    | Partito Socialista Italiano di Unità Proletaria | Giuseppe Romita                 |
| Cuneo - Alessandria - Asti                    | Partito Socialista Italiano di Unità Proletaria | Paolo De Michelis               |
| Cuneo - Alessandria - Asti                    | Partito Socialista Italiano di Unità Proletaria | Umberto Grilli                  |
| Cuneo - Alessandria - Asti                    | Partito Socialista Italiano di Unità Proletaria | Domenico Chiaramello            |
| Cuneo - Alessandria - Asti                    | Partito Comunista Italiano                      | Stellio Lozza                   |
| Cuneo - Alessandria - Asti                    | Partito Comunista Italiano                      | Antonio Giolitti                |
| Cuneo - Alessandria - Asti                    | Partito Comunista Italiano                      | Felice Platone                  |
| Cuneo - Alessandria - Asti                    | Partito dei Contadini d'Italia                  | Alessandro Scotti               |
| Cuneo - Alessandria - Asti                    | Unione Democratica Nazionale                    | Vittorio Badini Confalonieri    |
| Genova - Imperia - La Spezia - Savona         | Democrazia Cristiana                            | Paolo Cappa                     |
| Genova - Imperia - La Spezia - Savona         | Democrazia Cristiana                            | Paolo Emilio Taviani            |
| Genova - Imperia - La Spezia - Savona         | Democrazia Cristiana                            | Achille Pellizzari              |
| Genova - Imperia - La Spezia - Savona         | Democrazia Cristiana                            | Filippo Guerrieri               |
| Genova - Imperia - La Spezia - Savona         | Democrazia Cristiana                            | Ambrogio Viale                  |
| Genova - Imperia - La Spezia - Savona         | Democrazia Cristiana                            | Angela Gotelli                  |
| Genova - Imperia - La Spezia - Savona         | Partito Comunista Italiano                      | Umberto Terracini               |
| Genova - Imperia - La Spezia - Savona         | Partito Comunista Italiano                      | Agostino Novella                |
| Genova - Imperia - La Spezia - Savona         | Partito Comunista Italiano                      | Antonio Negro                   |
| Genova - Imperia - La Spezia - Savona         | Partito Comunista Italiano                      | Angiola Minella Molinari        |
| Genova - Imperia - La Spezia - Savona         | Partito Comunista Italiano                      | Anelito Barontini               |
| Genova - Imperia - La Spezia - Savona         | Partito Socialista Italiano di Unità Proletaria | Gaetano Barbareschi             |
| Genova - Imperia - La Spezia - Savona         | Partito Socialista Italiano di Unità Proletaria | Vannuccio Faralli               |
| Genova - Imperia - La Spezia - Savona         | Partito Socialista Italiano di Unità Proletaria | Giuseppe Canepa                 |
| Genova - Imperia - La Spezia - Savona         | Partito Socialista Italiano di Unità Proletaria | Giovanni Battista Pera          |
| Genova - Imperia - La Spezia - Savona         | Partito Socialista Italiano di Unità Proletaria | Paolo Rossi                     |
| Milano - Pavia                                | Democrazia Cristiana                            | Achille Grandi                  |
| Milano - Pavia                                | Democrazia Cristiana                            | Giuseppe Lazzati                |
| Milano - Pavia                                | Democrazia Cristiana                            | Edgardo Castelli                |
| Milano - Pavia                                | Democrazia Cristiana                            | Achille Marazza                 |
| Milano - Pavia                                | Democrazia Cristiana                            | Giuseppe Arcaini                |
| Milano - Pavia                                | Democrazia Cristiana                            | Luigi Meda                      |
| Milano - Pavia                                | Democrazia Cristiana                            | Luigi Balduzzi                  |
| Milano - Pavia                                | Democrazia Cristiana                            | Edoardo Clerici                 |
| Milano - Pavia                                | Democrazia Cristiana                            | Umberto Sampietro               |
| Milano - Pavia                                | Democrazia Cristiana                            | Tommaso Zerbi                   |
| Milano - Pavia                                | Democrazia Cristiana                            | Stefano Jacini                  |
| Milano - Pavia                                | Democrazia Cristiana                            | Piero Malvestiti                |
| Milano - Pavia                                | Partito Socialista Italiano di Unità Proletaria | Antonio Greppi                  |
| Milano - Pavia                                | Partito Socialista Italiano di Unità Proletaria | Cornelio Fietta                 |
| Milano - Pavia                                | Partito Socialista Italiano di Unità Proletaria | Emilio Canevari                 |
| Milano - Pavia                                | Partito Socialista Italiano di Unità Proletaria | Attilio Morini                  |
| Milano - Pavia                                | Partito Socialista Italiano di Unità Proletaria | Gabriele Luigi Montemartini     |
| Milano - Pavia                                | Partito Socialista Italiano di Unità Proletaria | Lodovico D'Aragona              |
| Milano - Pavia                                | Partito Socialista Italiano di Unità Proletaria | Ezio Vigorelli                  |
| Milano - Pavia                                | Partito Socialista Italiano di Unità Proletaria | Alcide Malagugini               |
| Milano - Pavia                                | Partito Socialista Italiano di Unità Proletaria | Francesco Mariani               |
| Milano - Pavia                                | Partito Socialista Italiano di Unità Proletaria | Arrigo Cairo                    |
| Milano - Pavia                                | Partito Socialista Italiano di Unità Proletaria | Paolo Treves                    |
| Milano - Pavia                                | Partito Socialista Italiano di Unità Proletaria | Umberto Pistoia                 |
| Milano - Pavia                                | Partito Comunista Italiano                      | Gian Carlo Pajetta              |
| Milano - Pavia                                | Partito Comunista Italiano                      | Giovanni Farina                 |
| Milano - Pavia                                | Partito Comunista Italiano                      | Cesare Gavina                   |
| Milano - Pavia                                | Partito Comunista Italiano                      | Giuseppe Alberganti             |
| Milano - Pavia                                | Partito Comunista Italiano                      | Carlo Lombardi                  |
| Milano - Pavia                                | Partito Comunista Italiano                      | Piero Montagnani                |
| Milano - Pavia                                | Partito Comunista Italiano                      | Fabrizio Maffi                  |
| Milano - Pavia                                | Partito Comunista Italiano                      | Francesco Scotti                |
| Milano - Pavia                                | Partito Comunista Italiano                      | Alberto Mario Cavallotti        |
| Milano - Pavia                                | Fronte dell'Uomo Qualunque                      | Michele Maria Tumminelli        |
| Como - Sondrio - Varese                       | Democrazia Cristiana                            | Luigi Morelli                   |
| Como - Sondrio - Varese                       | Democrazia Cristiana                            | Ezio Vanoni                     |
| Como - Sondrio - Varese                       | Democrazia Cristiana                            | Giovanni Del Curto              |
| Como - Sondrio - Varese                       | Democrazia Cristiana                            | Enrico Tosi                     |
| Como - Sondrio - Varese                       | Democrazia Cristiana                            | Mario Martinelli                |
| Como - Sondrio - Varese                       | Democrazia Cristiana                            | Celestino Ferrario              |
| Como - Sondrio - Varese                       | Partito Socialista Italiano di Unità Proletaria | Francesco Buffoni               |
| Como - Sondrio - Varese                       | Partito Socialista Italiano di Unità Proletaria | Adriano Bernardi                |
| Como - Sondrio - Varese                       | Partito Socialista Italiano di Unità Proletaria | Lelio Basso                     |
| Como - Sondrio - Varese                       | Partito Socialista Italiano di Unità Proletaria | Riccardo Momigliano             |
| Como - Sondrio - Varese                       | Partito Socialista Italiano di Unità Proletaria | Enrico Mariani                  |
| Como - Sondrio - Varese                       | Partito Comunista Italiano                      | Giuliano Pajetta                |
| Brescia - Bergamo                             | Democrazia Cristiana                            | Antonio Cavalli                 |
| Brescia - Bergamo                             | Democrazia Cristiana                            | Pietro Bulloni                  |
| Brescia - Bergamo                             | Democrazia Cristiana                            | Lodovico Montini                |
| Brescia - Bergamo                             | Democrazia Cristiana                            | Carlo Cremaschi                 |
| Brescia - Bergamo                             | Democrazia Cristiana                            | Giuseppe Belotti                |
| Brescia - Bergamo                             | Democrazia Cristiana                            | Rodolfo Vicentini               |
| Brescia - Bergamo                             | Democrazia Cristiana                            | Enrico Roselli                  |
| Brescia - Bergamo                             | Democrazia Cristiana                            | Stefano Bazoli                  |
| Brescia - Bergamo                             | Democrazia Cristiana                            | Laura Bianchini                 |
| Brescia - Bergamo                             | Partito Socialista Italiano di Unità Proletaria | Guglielmo Ghislandi             |
| Brescia - Bergamo                             | Partito Socialista Italiano di Unità Proletaria | Costantino Bianchi              |
| Brescia - Bergamo                             | Partito Socialista Italiano di Unità Proletaria | Felice Vischioni                |
| Brescia - Bergamo                             | Partito Socialista Italiano di Unità Proletaria | Oreste Bonomelli                |
| Brescia - Bergamo                             | Partito Comunista Italiano                      | Mario Montagnana                |
| Brescia - Bergamo                             | Partito Comunista Italiano                      | Aldo Caprani                    |
| Mantova - Cremona                             | Partito Socialista Italiano di Unità Proletaria | Giovanni Ernesto Caporali       |
| Mantova - Cremona                             | Partito Socialista Italiano di Unità Proletaria | Pietro Pressinotti              |
| Mantova - Cremona                             | Partito Socialista Italiano di Unità Proletaria | Eugenio Dugoni                  |
| Mantova - Cremona                             | Democrazia Cristiana                            | Giuseppe Cappi                  |
| Mantova - Cremona                             | Democrazia Cristiana                            | Ennio Avanzini                  |
| Mantova - Cremona                             | Democrazia Cristiana                            | Lodovico Benvenuti              |
| Mantova - Cremona                             | Partito Comunista Italiano                      | Dante Bernamonti                |
| Mantova - Cremona                             | Partito Comunista Italiano                      | Bruno Bianchi                   |
| Trento                                        | Democrazia Cristiana                            | Alcide De Gasperi               |
| Trento                                        | Democrazia Cristiana                            | Elisabetta Conci                |
| Trento                                        | Democrazia Cristiana                            | Luigi Carbonari                 |
| Trento                                        | Partito Socialista Italiano di Unità Proletaria | Luigi Battisti                  |
| Verona - Padova - Vicenza - Rovigo            | Democrazia Cristiana                            | Guido Gonella                   |
| Verona - Padova - Vicenza - Rovigo            | Democrazia Cristiana                            | Giovanni Uberti                 |
| Verona - Padova - Vicenza - Rovigo            | Democrazia Cristiana                            | Umberto Merlin                  |
| Verona - Padova - Vicenza - Rovigo            | Democrazia Cristiana                            | Antonio Alberti                 |
| Verona - Padova - Vicenza - Rovigo            | Democrazia Cristiana                            | Mariano Rumor                   |
| Verona - Padova - Vicenza - Rovigo            | Democrazia Cristiana                            | Antonio Guariento               |
| Verona - Padova - Vicenza - Rovigo            | Democrazia Cristiana                            | Giuseppe Bettiol                |
| Verona - Padova - Vicenza - Rovigo            | Democrazia Cristiana                            | Giustino Valmarana              |
| Verona - Padova - Vicenza - Rovigo            | Democrazia Cristiana                            | Guglielmo Cappelletti           |
| Verona - Padova - Vicenza - Rovigo            | Democrazia Cristiana                            | Fiorenzo Cimenti                |
| Verona - Padova - Vicenza - Rovigo            | Democrazia Cristiana                            | Luigi Bacciconi                 |
| Verona - Padova - Vicenza - Rovigo            | Democrazia Cristiana                            | Achille Marzarotto              |
| Verona - Padova - Vicenza - Rovigo            | Democrazia Cristiana                            | Luigi Gui                       |
| Verona - Padova - Vicenza - Rovigo            | Democrazia Cristiana                            | Mario Saggin                    |
| Verona - Padova - Vicenza - Rovigo            | Democrazia Cristiana                            | Arturo Burato                   |
| Verona - Padova - Vicenza - Rovigo            | Partito Socialista Italiano di Unità Proletaria | Giancarlo Matteotti             |
| Verona - Padova - Vicenza - Rovigo            | Partito Socialista Italiano di Unità Proletaria | Tullio Tomba                    |
| Verona - Padova - Vicenza - Rovigo            | Partito Socialista Italiano di Unità Proletaria | Alberto Fogagnolo               |
| Verona - Padova - Vicenza - Rovigo            | Partito Socialista Italiano di Unità Proletaria | Luigi Faccio                    |
| Verona - Padova - Vicenza - Rovigo            | Partito Socialista Italiano di Unità Proletaria | Gastone Costa                   |
| Verona - Padova - Vicenza - Rovigo            | Partito Socialista Italiano di Unità Proletaria | Carlo Caldera                   |
| Verona - Padova - Vicenza - Rovigo            | Partito Socialista Italiano di Unità Proletaria | Mario Segala                    |
| Verona - Padova - Vicenza - Rovigo            | Partito Socialista Italiano di Unità Proletaria | Aldo Fedeli                     |
| Verona - Padova - Vicenza - Rovigo            | Partito Comunista Italiano                      | Antonio Pesenti                 |
| Verona - Padova - Vicenza - Rovigo            | Partito Comunista Italiano                      | Maria Maddalena Rossi           |
| Verona - Padova - Vicenza - Rovigo            | Partito Comunista Italiano                      | Concetto Marchesi               |
| Verona - Padova - Vicenza - Rovigo            | Partito Comunista Italiano                      | Severino Bolognesi              |
| Venezia - Treviso                             | Democrazia Cristiana                            | Piero Mentasti                  |
| Venezia - Treviso                             | Democrazia Cristiana                            | Giovanni Ponti                  |
| Venezia - Treviso                             | Democrazia Cristiana                            | Domenico Sartor                 |
| Venezia - Treviso                             | Democrazia Cristiana                            | Pietro Lizier                   |
| Venezia - Treviso                             | Democrazia Cristiana                            | Francesco Franceschini          |
| Venezia - Treviso                             | Democrazia Cristiana                            | Antonio Ferrarese               |
| Venezia - Treviso                             | Democrazia Cristiana                            | Luigi Corazzin                  |
| Venezia - Treviso                             | Partito Socialista Italiano di Unità Proletaria | Guido Giacometti                |
| Venezia - Treviso                             | Partito Socialista Italiano di Unità Proletaria | Antonio Costantini              |
| Venezia - Treviso                             | Partito Socialista Italiano di Unità Proletaria | Giovanni Tonetti                |
| Venezia - Treviso                             | Partito Socialista Italiano di Unità Proletaria | Tommaso Tonello                 |
| Venezia - Treviso                             | Partito Comunista Italiano                      | Vittorio Ghidetti               |
| Venezia - Treviso                             | Partito Comunista Italiano                      | Riccardo Ravagnan               |
| Udine - Belluno                               | Democrazia Cristiana                            | Guglielmo Schiratti             |
| Udine - Belluno                               | Democrazia Cristiana                            | Tiziano Tessitori               |
| Udine - Belluno                               | Democrazia Cristiana                            | Luciano Fantoni                 |
| Udine - Belluno                               | Democrazia Cristiana                            | Bortolo Manlio Pat              |
| Udine - Belluno                               | Democrazia Cristiana                            | Giuseppe Garlato                |
| Udine - Belluno                               | Democrazia Cristiana                            | Michele Gortani                 |
| Udine - Belluno                               | Partito Socialista Italiano di Unità Proletaria | Giovanni Cosattini              |
| Udine - Belluno                               | Partito Socialista Italiano di Unità Proletaria | Gino Pieri                      |
| Udine - Belluno                               | Partito Socialista Italiano di Unità Proletaria | Giuseppe Ernesto Piemonte       |
| Udine - Belluno                               | Partito Socialista Italiano di Unità Proletaria | Oberdan Vigna                   |
| Udine - Belluno                               | Partito Comunista Italiano                      | Giacomo Pellegrini              |
| Bologna - Ferrara - Ravenna - Forlì           | Partito Comunista Italiano                      | Rita Montagnana Togliatti       |
| Bologna - Ferrara - Ravenna - Forlì           | Partito Comunista Italiano                      | Arturo Colombi                  |
| Bologna - Ferrara - Ravenna - Forlì           | Partito Comunista Italiano                      | Giuseppe Dozza                  |
| Bologna - Ferrara - Ravenna - Forlì           | Partito Comunista Italiano                      | Ilio Bosi                       |
| Bologna - Ferrara - Ravenna - Forlì           | Partito Comunista Italiano                      | Vincenzo Cavallari              |
| Bologna - Ferrara - Ravenna - Forlì           | Partito Comunista Italiano                      | Arrigo Boldrini                 |
| Bologna - Ferrara - Ravenna - Forlì           | Partito Comunista Italiano                      | Quinto Bucci                    |
| Bologna - Ferrara - Ravenna - Forlì           | Partito Comunista Italiano                      | Romolo Landi                    |
| Bologna - Ferrara - Ravenna - Forlì           | Partito Comunista Italiano                      | Giuseppe Ricci                  |
| Bologna - Ferrara - Ravenna - Forlì           | Partito Socialista Italiano di Unità Proletaria | Francesco Zanardi               |
| Bologna - Ferrara - Ravenna - Forlì           | Partito Socialista Italiano di Unità Proletaria | Luigi Preti                     |
| Bologna - Ferrara - Ravenna - Forlì           | Partito Socialista Italiano di Unità Proletaria | Gherardo Taddia                 |
| Bologna - Ferrara - Ravenna - Forlì           | Partito Socialista Italiano di Unità Proletaria | Ezio Villani                    |
| Bologna - Ferrara - Ravenna - Forlì           | Partito Socialista Italiano di Unità Proletaria | Mario Longhena                  |
| Bologna - Ferrara - Ravenna - Forlì           | Partito Socialista Italiano di Unità Proletaria | Renato Tega                     |
| Bologna - Ferrara - Ravenna - Forlì           | Partito Socialista Italiano di Unità Proletaria | Verenin Grazia                  |
| Bologna - Ferrara - Ravenna - Forlì           | Democrazia Cristiana                            | Raimondo Manzini                |
| Bologna - Ferrara - Ravenna - Forlì           | Democrazia Cristiana                            | Giovanni Braschi                |
| Bologna - Ferrara - Ravenna - Forlì           | Democrazia Cristiana                            | Benigno Zaccagnini              |
| Bologna - Ferrara - Ravenna - Forlì           | Democrazia Cristiana                            | Angelo Salizzoni                |
| Bologna - Ferrara - Ravenna - Forlì           | Partito Repubblicano Italiano                   | Cino Macrelli                   |
| Bologna - Ferrara - Ravenna - Forlì           | Partito Repubblicano Italiano                   | Aldo Spallicci                  |
| Parma - Modena - Piacenza - Reggio Emilia     | Partito Comunista Italiano                      | Teresa Noce Longo               |
| Parma - Modena - Piacenza - Reggio Emilia     | Partito Comunista Italiano                      | Alberto Mario Pucci             |
| Parma - Modena - Piacenza - Reggio Emilia     | Partito Comunista Italiano                      | Giacomo Ferrari                 |
| Parma - Modena - Piacenza - Reggio Emilia     | Partito Comunista Italiano                      | Dante Gorreri                   |
| Parma - Modena - Piacenza - Reggio Emilia     | Partito Comunista Italiano                      | Leonilde Iotti                  |
| Parma - Modena - Piacenza - Reggio Emilia     | Partito Comunista Italiano                      | Silvio Fantuzzi                 |
| Parma - Modena - Piacenza - Reggio Emilia     | Partito Comunista Italiano                      | Alfeo Corassori                 |
| Parma - Modena - Piacenza - Reggio Emilia     | Democrazia Cristiana                            | Michele Valenti                 |
| Parma - Modena - Piacenza - Reggio Emilia     | Democrazia Cristiana                            | Giuseppe Dossetti               |
| Parma - Modena - Piacenza - Reggio Emilia     | Democrazia Cristiana                            | Giovanni Pallastrelli           |
| Parma - Modena - Piacenza - Reggio Emilia     | Democrazia Cristiana                            | Alessandro Coppi                |
| Parma - Modena - Piacenza - Reggio Emilia     | Democrazia Cristiana                            | Pasquale Marconi                |
| Parma - Modena - Piacenza - Reggio Emilia     | Democrazia Cristiana                            | Antonio Pignedoli               |
| Parma - Modena - Piacenza - Reggio Emilia     | Partito Socialista Italiano di Unità Proletaria | Gustavo Ghidini                 |
| Parma - Modena - Piacenza - Reggio Emilia     | Partito Socialista Italiano di Unità Proletaria | Ferdinando Bernini              |
| Parma - Modena - Piacenza - Reggio Emilia     | Partito Socialista Italiano di Unità Proletaria | Alberto Simonini                |
| Parma - Modena - Piacenza - Reggio Emilia     | Partito Socialista Italiano di Unità Proletaria | Nino Mazzoni                    |
| Parma - Modena - Piacenza - Reggio Emilia     | Partito Socialista Italiano di Unità Proletaria | Mario Merighi                   |
| Parma - Modena - Piacenza - Reggio Emilia     | Partito Socialista Italiano di Unità Proletaria | Giuseppe Arata                  |
| Firenze - Pistoia                             | Partito Comunista Italiano                      | Giuseppe Rossi                  |
| Firenze - Pistoia                             | Partito Comunista Italiano                      | Teresa Mattei                   |
| Firenze - Pistoia                             | Partito Comunista Italiano                      | Abdon Maltagliati               |
| Firenze - Pistoia                             | Partito Comunista Italiano                      | Renato Bitossi                  |
| Firenze - Pistoia                             | Partito Comunista Italiano                      | Dino Saccenti                   |
| Firenze - Pistoia                             | Democrazia Cristiana                            | Giorgio La Pira                 |
| Firenze - Pistoia                             | Democrazia Cristiana                            | Giovanni Bertini                |
| Firenze - Pistoia                             | Democrazia Cristiana                            | Palmiro Foresi                  |
| Firenze - Pistoia                             | Democrazia Cristiana                            | Renato Cappugi                  |
| Firenze - Pistoia                             | Partito Socialista Italiano di Unità Proletaria | Bianca Bianchi                  |
| Firenze - Pistoia                             | Partito Socialista Italiano di Unità Proletaria | Calogero Di Gloria              |
| Firenze - Pistoia                             | Partito Socialista Italiano di Unità Proletaria | Ferdinando Targetti             |
| Pisa - Livorno - Lucca - Massa Carrara        | Democrazia Cristiana                            | Giovanni Gronchi                |
| Pisa - Livorno - Lucca - Massa Carrara        | Democrazia Cristiana                            | Giuseppe Togni                  |
| Pisa - Livorno - Lucca - Massa Carrara        | Democrazia Cristiana                            | Giovanni Carignani              |
| Pisa - Livorno - Lucca - Massa Carrara        | Democrazia Cristiana                            | Armando Angelini                |
| Pisa - Livorno - Lucca - Massa Carrara        | Democrazia Cristiana                            | Loris Biagioni                  |
| Pisa - Livorno - Lucca - Massa Carrara        | Partito Comunista Italiano                      | Aladino Bibolotti               |
| Pisa - Livorno - Lucca - Massa Carrara        | Partito Comunista Italiano                      | Ilio Barontini                  |
| Pisa - Livorno - Lucca - Massa Carrara        | Partito Comunista Italiano                      | Gino Baldassari                 |
| Pisa - Livorno - Lucca - Massa Carrara        | Partito Comunista Italiano                      | Italo Bargagna                  |
| Pisa - Livorno - Lucca - Massa Carrara        | Partito Socialista Italiano di Unità Proletaria | Gianmatteo Matteotti            |
| Pisa - Livorno - Lucca - Massa Carrara        | Partito Socialista Italiano di Unità Proletaria | Edgardo Lami Starnuti           |
| Pisa - Livorno - Lucca - Massa Carrara        | Partito Socialista Italiano di Unità Proletaria | Leonetto Amadei                 |
| Pisa - Livorno - Lucca - Massa Carrara        | Partito Repubblicano Italiano                   | Randolfo Pacciardi              |
| Siena - Arezzo - Grosseto                     | Partito Comunista Italiano                      | Giulio Cerreti                  |
| Siena - Arezzo - Grosseto                     | Partito Comunista Italiano                      | Vittorio Bardini                |
| Siena - Arezzo - Grosseto                     | Partito Comunista Italiano                      | Marino Magnani                  |
| Siena - Arezzo - Grosseto                     | Partito Comunista Italiano                      | Galliano Gervasi                |
| Siena - Arezzo - Grosseto                     | Democrazia Cristiana                            | Amintore Fanfani                |
| Siena - Arezzo - Grosseto                     | Democrazia Cristiana                            | Francesco Ponticelli            |
| Siena - Arezzo - Grosseto                     | Partito Socialista Italiano di Unità Proletaria | Emilio Zannerini                |
| Siena - Arezzo - Grosseto                     | Partito Socialista Italiano di Unità Proletaria | Enrico Grazi                    |
| Ancona - Pesaro - Macerata - Ascoli Piceno    | Democrazia Cristiana                            | Umberto Tupini                  |
| Ancona - Pesaro - Macerata - Ascoli Piceno    | Democrazia Cristiana                            | Fernando Tambroni Armaroli      |
| Ancona - Pesaro - Macerata - Ascoli Piceno    | Democrazia Cristiana                            | Renato Tozzi Condivi            |
| Ancona - Pesaro - Macerata - Ascoli Piceno    | Democrazia Cristiana                            | Nicola Ciccolungo               |
| Ancona - Pesaro - Macerata - Ascoli Piceno    | Democrazia Cristiana                            | Alessandro Arcangeli            |
| Ancona - Pesaro - Macerata - Ascoli Piceno    | Partito Comunista Italiano                      | Guido Molinelli                 |
| Ancona - Pesaro - Macerata - Ascoli Piceno    | Partito Comunista Italiano                      | Luigi Ruggeri                   |
| Ancona - Pesaro - Macerata - Ascoli Piceno    | Partito Comunista Italiano                      | Adele Bei Ciufoli               |
| Ancona - Pesaro - Macerata - Ascoli Piceno    | Partito Socialista Italiano di Unità Proletaria | Alessandro Bocconi              |
| Ancona - Pesaro - Macerata - Ascoli Piceno    | Partito Socialista Italiano di Unità Proletaria | Luigi Bennani                   |
| Ancona - Pesaro - Macerata - Ascoli Piceno    | Partito Socialista Italiano di Unità Proletaria | Giuseppe Filippini              |
| Ancona - Pesaro - Macerata - Ascoli Piceno    | Partito Repubblicano Italiano                   | Oliviero Zuccarini              |
| Ancona - Pesaro - Macerata - Ascoli Piceno    | Partito Repubblicano Italiano                   | Giuseppe Chiostergi             |
| Perugia - Terni - Rieti                       | Democrazia Cristiana                            | Mario Cingolani                 |
| Perugia - Terni - Rieti                       | Democrazia Cristiana                            | Giuseppe Ermini                 |
| Perugia - Terni - Rieti                       | Democrazia Cristiana                            | Ivo Coccia                      |
| Perugia - Terni - Rieti                       | Partito Comunista Italiano                      | Carlo Farini                    |
| Perugia - Terni - Rieti                       | Partito Comunista Italiano                      | Armando Fedeli                  |
| Perugia - Terni - Rieti                       | Partito Comunista Italiano                      | Elettra Pollastrini             |
| Perugia - Terni - Rieti                       | Partito Socialista Italiano di Unità Proletaria | Tito Oro Nobili                 |
| Perugia - Terni - Rieti                       | Partito Socialista Italiano di Unità Proletaria | Walter Binni                    |
| Perugia - Terni - Rieti                       | Partito Repubblicano Italiano                   | Ettore Santi                    |
| Roma - Viterbo - Latina - Frosinone           | Democrazia Cristiana                            | Camillo Corsanego               |
| Roma - Viterbo - Latina - Frosinone           | Democrazia Cristiana                            | Igino Giordani                  |
| Roma - Viterbo - Latina - Frosinone           | Democrazia Cristiana                            | Pietro Campilli                 |
| Roma - Viterbo - Latina - Frosinone           | Democrazia Cristiana                            | Francesco Maria Dominedò        |
| Roma - Viterbo - Latina - Frosinone           | Democrazia Cristiana                            | Paolo Bonomi                    |
| Roma - Viterbo - Latina - Frosinone           | Democrazia Cristiana                            | Giulio Andreotti                |
| Roma - Viterbo - Latina - Frosinone           | Democrazia Cristiana                            | Florestano Di Fausto            |
| Roma - Viterbo - Latina - Frosinone           | Democrazia Cristiana                            | Nicola Angelucci                |
| Roma - Viterbo - Latina - Frosinone           | Democrazia Cristiana                            | Angela Maria Guidi Cingolani    |
| Roma - Viterbo - Latina - Frosinone           | Democrazia Cristiana                            | Giacomo De Palma                |
| Roma - Viterbo - Latina - Frosinone           | Democrazia Cristiana                            | Camillo Orlando                 |
| Roma - Viterbo - Latina - Frosinone           | Partito Repubblicano Italiano                   | Giovanni Conti                  |
| Roma - Viterbo - Latina - Frosinone           | Partito Repubblicano Italiano                   | Ugo Della Seta                  |
| Roma - Viterbo - Latina - Frosinone           | Partito Repubblicano Italiano                   | Girolamo Grisolia               |
| Roma - Viterbo - Latina - Frosinone           | Partito Repubblicano Italiano                   | Ludovico Camangi                |
| Roma - Viterbo - Latina - Frosinone           | Partito Repubblicano Italiano                   | Giuseppe Salvatore Bellusci     |
| Roma - Viterbo - Latina - Frosinone           | Partito Comunista Italiano                      | Edoardo D'Onofrio               |
| Roma - Viterbo - Latina - Frosinone           | Partito Comunista Italiano                      | Enrico Minio                    |
| Roma - Viterbo - Latina - Frosinone           | Partito Comunista Italiano                      | Cesare Massini                  |
| Roma - Viterbo - Latina - Frosinone           | Partito Comunista Italiano                      | Nadia Gallico Spano             |
| Roma - Viterbo - Latina - Frosinone           | Partito Socialista Italiano di Unità Proletaria | Giuseppe Saragat                |
| Roma - Viterbo - Latina - Frosinone           | Partito Socialista Italiano di Unità Proletaria | Angelo Carboni                  |
| Roma - Viterbo - Latina - Frosinone           | Partito Socialista Italiano di Unità Proletaria | Giuseppe Alberti                |
| Roma - Viterbo - Latina - Frosinone           | Unione Democratica Nazionale                    | Guglielmo Visocchi              |
| Roma - Viterbo - Latina - Frosinone           | Unione Democratica Nazionale                    | Aldo Bozzi                      |
| Roma - Viterbo - Latina - Frosinone           | Fronte dell'Uomo Qualunque                      | Ottavio Mastrojanni             |
| Roma - Viterbo - Latina - Frosinone           | Fronte dell'Uomo Qualunque                      | Giulio Perugi                   |
| Roma - Viterbo - Latina - Frosinone           | Blocco Nazionale della Libertà                  | Francesco Marinaro              |
| Roma - Viterbo - Latina - Frosinone           | Blocco Nazionale della Libertà                  | Luigi Benedettini               |
| L'Aquila - Pescara - Chieti - Teramo          | Democrazia Cristiana                            | Giuseppe Spataro                |
| L'Aquila - Pescara - Chieti - Teramo          | Democrazia Cristiana                            | Alfredo Proia                   |
| L'Aquila - Pescara - Chieti - Teramo          | Democrazia Cristiana                            | Vincenzo Rivera                 |
| L'Aquila - Pescara - Chieti - Teramo          | Democrazia Cristiana                            | Filomena Delli Castelli         |
| L'Aquila - Pescara - Chieti - Teramo          | Democrazia Cristiana                            | Mario Cotellessa                |
| L'Aquila - Pescara - Chieti - Teramo          | Democrazia Cristiana                            | Giuseppe Castelli Avolio        |
| L'Aquila - Pescara - Chieti - Teramo          | Democrazia Cristiana                            | Arnaldo Fabriani                |
| L'Aquila - Pescara - Chieti - Teramo          | Partito Socialista Italiano di Unità Proletaria | Emidio Lopardi                  |
| L'Aquila - Pescara - Chieti - Teramo          | Partito Socialista Italiano di Unità Proletaria | Ignazio Silone                  |
| L'Aquila - Pescara - Chieti - Teramo          | Partito Comunista Italiano                      | Bruno Corbi                     |
| L'Aquila - Pescara - Chieti - Teramo          | Partito Repubblicano Italiano                   | Silvio Paolucci                 |
| L'Aquila - Pescara - Chieti - Teramo          | Unione Democratica Nazionale                    | Carlo Bassano                   |
| Benevento - Campobasso                        | Democrazia Cristiana                            | Giambattista Bosco Lucarelli    |
| Benevento - Campobasso                        | Democrazia Cristiana                            | Michele Camposarcuno            |
| Benevento - Campobasso                        | Democrazia Cristiana                            | Giovanni Ciampitti              |
| Benevento - Campobasso                        | Democrazia Cristiana                            | Giovanni Perlingieri            |
| Benevento - Campobasso                        | Unione Democratica Nazionale                    | Raffaele De Caro                |
| Benevento - Campobasso                        | Unione Democratica Nazionale                    | Antonio Cifaldi                 |
| Benevento - Campobasso                        | Fronte dell'Uomo Qualunque                      | Francesco Colitto               |
| Napoli - Caserta                              | Democrazia Cristiana                            | Angelo Raffaele Iervolino       |
| Napoli - Caserta                              | Democrazia Cristiana                            | Giovanni Leone                  |
| Napoli - Caserta                              | Democrazia Cristiana                            | Giuseppe Notarianni             |
| Napoli - Caserta                              | Democrazia Cristiana                            | Stefano Riccio                  |
| Napoli - Caserta                              | Democrazia Cristiana                            | Vittoria Titomanlio             |
| Napoli - Caserta                              | Democrazia Cristiana                            | Giuseppe Firrao                 |
| Napoli - Caserta                              | Democrazia Cristiana                            | Giovanni Caso                   |
| Napoli - Caserta                              | Democrazia Cristiana                            | Ugo Rodinò                      |
| Napoli - Caserta                              | Democrazia Cristiana                            | Luigi De Michele                |
| Napoli - Caserta                              | Democrazia Cristiana                            | Alessandro Gatta                |
| Napoli - Caserta                              | Democrazia Cristiana                            | Raffaele Numeroso               |
| Napoli - Caserta                              | Unione Democratica Nazionale                    | Epicarmo Corbino                |
| Napoli - Caserta                              | Unione Democratica Nazionale                    | Arturo Labriola                 |
| Napoli - Caserta                              | Unione Democratica Nazionale                    | Amerigo Crispo                  |
| Napoli - Caserta                              | Unione Democratica Nazionale                    | Giovanni Persico                |
| Napoli - Caserta                              | Unione Democratica Nazionale                    | Guido Cortese                   |
| Napoli - Caserta                              | Unione Democratica Nazionale                    | Giuseppe Fusco                  |
| Napoli - Caserta                              | Fronte dell'Uomo Qualunque                      | Mario Rodinò di Miglione        |
| Napoli - Caserta                              | Fronte dell'Uomo Qualunque                      | Ezio Coppa                      |
| Napoli - Caserta                              | Fronte dell'Uomo Qualunque                      | Renato Puoti                    |
| Napoli - Caserta                              | Fronte dell'Uomo Qualunque                      | Crescenzo Mazza                 |
| Napoli - Caserta                              | Partito Comunista Italiano                      | Eugenio Reale                   |
| Napoli - Caserta                              | Partito Comunista Italiano                      | Vincenzo La Rocca               |
| Napoli - Caserta                              | Partito Socialista Italiano di Unità Proletaria | Nicola Salerno                  |
| Napoli - Caserta                              | Partito Socialista Italiano di Unità Proletaria | Giovanni Lombardi               |
| Napoli - Caserta                              | Blocco Nazionale della Libertà                  | Giuseppe Buonocore              |
| Napoli - Caserta                              | Blocco Nazionale della Libertà                  | Carlo Colonna di Paliano        |
| Salerno - Avellino                            | Democrazia Cristiana                            | Salvatore Scoca                 |
| Salerno - Avellino                            | Democrazia Cristiana                            | Fiorentino Sullo                |
| Salerno - Avellino                            | Democrazia Cristiana                            | Raffaele Lettieri               |
| Salerno - Avellino                            | Democrazia Cristiana                            | Matteo Rescigno                 |
| Salerno - Avellino                            | Unione Democratica Nazionale                    | Carmine De Martino              |
| Salerno - Avellino                            | Unione Democratica Nazionale                    | Alfonso Rubilli                 |
| Salerno - Avellino                            | Unione Democratica Nazionale                    | Giovanni Cuomo                  |
| Salerno - Avellino                            | Fronte dell'Uomo Qualunque                      | Giuseppe De Falco               |
| Salerno - Avellino                            | Blocco Nazionale della Libertà                  | Alfredo Covelli                 |
| Salerno - Avellino                            | Partito Democratico del Lavoro                  | Costantino Preziosi             |
| Salerno - Avellino                            | Partito Socialista Italiano di Unità Proletaria | Ireneo Vinciguerra              |
| Salerno - Avellino                            | Partito Comunista Italiano                      | Ludovico Sicignano              |
| Bari - Foggia                                 | Democrazia Cristiana                            | Raffaele Pio Petrilli           |
| Bari - Foggia                                 | Democrazia Cristiana                            | Aldo Moro                       |
| Bari - Foggia                                 | Democrazia Cristiana                            | Attilio Germano                 |
| Bari - Foggia                                 | Democrazia Cristiana                            | Gerardo De Caro                 |
| Bari - Foggia                                 | Democrazia Cristiana                            | Raffaele Recca                  |
| Bari - Foggia                                 | Democrazia Cristiana                            | Edmondo Caccuri                 |
| Bari - Foggia                                 | Democrazia Cristiana                            | Vito Monterisi                  |
| Bari - Foggia                                 | Partito Comunista Italiano                      | Luigi Allegato                  |
| Bari - Foggia                                 | Partito Comunista Italiano                      | Giuseppe Imperiale              |
| Bari - Foggia                                 | Partito Comunista Italiano                      | Raffaele Pastore                |
| Bari - Foggia                                 | Partito Comunista Italiano                      | Mario Assennato                 |
| Bari - Foggia                                 | Fronte dell'Uomo Qualunque                      | Martino Trulli                  |
| Bari - Foggia                                 | Fronte dell'Uomo Qualunque                      | Nicola Lagravinese              |
| Bari - Foggia                                 | Fronte dell'Uomo Qualunque                      | Leonardo Miccolis               |
| Bari - Foggia                                 | Fronte dell'Uomo Qualunque                      | Cesario Rodi                    |
| Bari - Foggia                                 | Partito Socialista Italiano di Unità Proletaria | Domenico Fioritto               |
| Bari - Foggia                                 | Partito Socialista Italiano di Unità Proletaria | Carlo Ruggiero                  |
| Bari - Foggia                                 | Unione Democratica Nazionale                    | Giuseppe Perrone Capano         |
| Lecce - Brindisi - Taranto                    | Democrazia Cristiana                            | Alfonso Motolese                |
| Lecce - Brindisi - Taranto                    | Democrazia Cristiana                            | Antonio Gabrieli                |
| Lecce - Brindisi - Taranto                    | Democrazia Cristiana                            | Giuseppe Codacci Pisanelli      |
| Lecce - Brindisi - Taranto                    | Democrazia Cristiana                            | Beniamino De Maria              |
| Lecce - Brindisi - Taranto                    | Democrazia Cristiana                            | Italo Giulio Caiati             |
| Lecce - Brindisi - Taranto                    | Blocco Nazionale della Libertà                  | Giuseppe Ayroldi                |
| Lecce - Brindisi - Taranto                    | Blocco Nazionale della Libertà                  | Vincenzo Cicerone               |
| Lecce - Brindisi - Taranto                    | Blocco Nazionale della Libertà                  | Pasquale Lagravinese            |
| Lecce - Brindisi - Taranto                    | Unione Democratica Nazionale                    | Giuseppe Grassi                 |
| Lecce - Brindisi - Taranto                    | Unione Democratica Nazionale                    | Luigi Vallone                   |
| Lecce - Brindisi - Taranto                    | Partito Comunista Italiano                      | Ruggero Grieco                  |
| Lecce - Brindisi - Taranto                    | Partito Socialista Italiano di Unità Proletaria | Vito Mario Stampacchia          |
| Potenza - Matera                              | Democrazia Cristiana                            | Emilio Colombo                  |
| Potenza - Matera                              | Democrazia Cristiana                            | Mario Zotta                     |
| Potenza - Matera                              | Unione Democratica Nazionale                    | Vito Reale                      |
| Potenza - Matera                              | Partito Socialista Italiano di Unità Proletaria | Aldo Enzo Pignatari             |
| Potenza - Matera                              | Partito Comunista Italiano                      | Luigi De Filpo                  |
| Catanzaro - Cosenza - Reggio Calabria         | Democrazia Cristiana                            | Gennaro Cassiani                |
| Catanzaro - Cosenza - Reggio Calabria         | Democrazia Cristiana                            | Vito Giuseppe Galati            |
| Catanzaro - Cosenza - Reggio Calabria         | Democrazia Cristiana                            | Filippo Murdaca                 |
| Catanzaro - Cosenza - Reggio Calabria         | Democrazia Cristiana                            | Benedetto Carratelli            |
| Catanzaro - Cosenza - Reggio Calabria         | Democrazia Cristiana                            | Giacinto Froggio                |
| Catanzaro - Cosenza - Reggio Calabria         | Democrazia Cristiana                            | Nicola Siles                    |
| Catanzaro - Cosenza - Reggio Calabria         | Democrazia Cristiana                            | Alessandro Turco                |
| Catanzaro - Cosenza - Reggio Calabria         | Democrazia Cristiana                            | Adolfo Quintieri                |
| Catanzaro - Cosenza - Reggio Calabria         | Unione Democratica Nazionale                    | Enrico Molè                     |
| Catanzaro - Cosenza - Reggio Calabria         | Unione Democratica Nazionale                    | Domenico Tripepi                |
| Catanzaro - Cosenza - Reggio Calabria         | Unione Democratica Nazionale                    | Quinto Quintieri                |
| Catanzaro - Cosenza - Reggio Calabria         | Partito Comunista Italiano                      | Fausto Gullo                    |
| Catanzaro - Cosenza - Reggio Calabria         | Partito Comunista Italiano                      | Luigi Silipo                    |
| Catanzaro - Cosenza - Reggio Calabria         | Partito Comunista Italiano                      | Eugenio Musolino                |
| Catanzaro - Cosenza - Reggio Calabria         | Partito Socialista Italiano di Unità Proletaria | Pietro Mancini                  |
| Catanzaro - Cosenza - Reggio Calabria         | Partito Socialista Italiano di Unità Proletaria | Antonio Priolo                  |
| Catanzaro - Cosenza - Reggio Calabria         | Blocco Nazionale della Libertà                  | Roberto Lucifero d'Aprigliano   |
| Catanzaro - Cosenza - Reggio Calabria         | Blocco Nazionale della Libertà                  | Francesco Caroleo               |
| Catanzaro - Cosenza - Reggio Calabria         | Fronte dell'Uomo Qualunque                      | Antonio Capua                   |
| Catanzaro - Cosenza - Reggio Calabria         | Fronte dell'Uomo Qualunque                      | Giuseppe Vilardi                |
| Catanzaro - Cosenza - Reggio Calabria         | Partito Repubblicano Italiano                   | Vincenzo Mazzei                 |
| Catania - Messina - Siracusa - Ragusa - Enna  | Democrazia Cristiana                            | Mario Scelba                    |
| Catania - Messina - Siracusa - Ragusa - Enna  | Democrazia Cristiana                            | Gaetano Vigo                    |
| Catania - Messina - Siracusa - Ragusa - Enna  | Democrazia Cristiana                            | Maria Nicotra Fiorini           |
| Catania - Messina - Siracusa - Ragusa - Enna  | Democrazia Cristiana                            | Michelangelo Trimarchi          |
| Catania - Messina - Siracusa - Ragusa - Enna  | Democrazia Cristiana                            | Corrado Terranova               |
| Catania - Messina - Siracusa - Ragusa - Enna  | Democrazia Cristiana                            | Attilio Salvatore               |
| Catania - Messina - Siracusa - Ragusa - Enna  | Democrazia Cristiana                            | Antonio Romano                  |
| Catania - Messina - Siracusa - Ragusa - Enna  | Democrazia Cristiana                            | Emanuele Guerrieri              |
| Catania - Messina - Siracusa - Ragusa - Enna  | Democrazia Cristiana                            | Giuseppe Caronia                |
| Catania - Messina - Siracusa - Ragusa - Enna  | Democrazia Cristiana                            | Carmelo Caristia                |
| Catania - Messina - Siracusa - Ragusa - Enna  | Unione Democratica Nazionale                    | Gaetano Martino                 |
| Catania - Messina - Siracusa - Ragusa - Enna  | Unione Democratica Nazionale                    | Guido Basile                    |
| Catania - Messina - Siracusa - Ragusa - Enna  | Unione Democratica Nazionale                    | Giuseppe Candela                |
| Catania - Messina - Siracusa - Ragusa - Enna  | Unione Democratica Nazionale                    | Uberto Bonino                   |
| Catania - Messina - Siracusa - Ragusa - Enna  | Partito Socialista Italiano di Unità Proletaria | Giovanni Cartia                 |
| Catania - Messina - Siracusa - Ragusa - Enna  | Partito Socialista Italiano di Unità Proletaria | Eduardo Di Giovanni             |
| Catania - Messina - Siracusa - Ragusa - Enna  | Partito Socialista Italiano di Unità Proletaria | Giuseppe Lupis                  |
| Catania - Messina - Siracusa - Ragusa - Enna  | Movimento per l'Indipendenza della Sicilia      | Concetto Gallo                  |
| Catania - Messina - Siracusa - Ragusa - Enna  | Movimento per l'Indipendenza della Sicilia      | Attilio Castrogiovanni          |
| Catania - Messina - Siracusa - Ragusa - Enna  | Fronte dell'Uomo Qualunque                      | Bartolomeo Cannizzo             |
| Catania - Messina - Siracusa - Ragusa - Enna  | Fronte dell'Uomo Qualunque                      | Ottavia Penna Buscemi           |
| Catania - Messina - Siracusa - Ragusa - Enna  | Partito Comunista Italiano                      | Antonino D'Agata                |
| Catania - Messina - Siracusa - Ragusa - Enna  | Blocco Nazionale della Libertà                  | Orazio Condorelli               |
| Palermo - Trapani - Agrigento - Caltanissetta | Democrazia Cristiana                            | Salvatore Aldisio               |
| Palermo - Trapani - Agrigento - Caltanissetta | Democrazia Cristiana                            | Bernardo Mattarella             |
| Palermo - Trapani - Agrigento - Caltanissetta | Democrazia Cristiana                            | Enrico Medi                     |
| Palermo - Trapani - Agrigento - Caltanissetta | Democrazia Cristiana                            | Gaspare Ambrosini               |
| Palermo - Trapani - Agrigento - Caltanissetta | Democrazia Cristiana                            | Raimondo Borsellino             |
| Palermo - Trapani - Agrigento - Caltanissetta | Democrazia Cristiana                            | Giovanni Battista Adonnino      |
| Palermo - Trapani - Agrigento - Caltanissetta | Democrazia Cristiana                            | Diego D'Amico                   |
| Palermo - Trapani - Agrigento - Caltanissetta | Democrazia Cristiana                            | Calogero Volpe                  |
| Palermo - Trapani - Agrigento - Caltanissetta | Partito Socialista Italiano di Unità Proletaria | Giosuè Fiorentino               |
| Palermo - Trapani - Agrigento - Caltanissetta | Partito Socialista Italiano di Unità Proletaria | Francesco Musotto               |
| Palermo - Trapani - Agrigento - Caltanissetta | Partito Socialista Italiano di Unità Proletaria | Rocco Gullo                     |
| Palermo - Trapani - Agrigento - Caltanissetta | Unione Democratica Nazionale                    | Virgilio Nasi                   |
| Palermo - Trapani - Agrigento - Caltanissetta | Unione Democratica Nazionale                    | Girolamo Bellavista             |
| Palermo - Trapani - Agrigento - Caltanissetta | Unione Democratica Nazionale                    | Michelangelo Galioto            |
| Palermo - Trapani - Agrigento - Caltanissetta | Fronte dell'Uomo Qualunque                      | Guido Russo Perez               |
| Palermo - Trapani - Agrigento - Caltanissetta | Fronte dell'Uomo Qualunque                      | Pietro Castiglia                |
| Palermo - Trapani - Agrigento - Caltanissetta | Partito Comunista Italiano                      | Giuseppe Montalbano             |
| Palermo - Trapani - Agrigento - Caltanissetta | Partito Comunista Italiano                      | Michele D'Amico                 |
| Palermo - Trapani - Agrigento - Caltanissetta | Movimento per l'Indipendenza della Sicilia      | Andrea Finocchiaro Aprile       |
| Palermo - Trapani - Agrigento - Caltanissetta | Movimento per l'Indipendenza della Sicilia      | Antonino Varvaro                |
| Palermo - Trapani - Agrigento - Caltanissetta | Partito Repubblicano Italiano                   | Francesco De Vita               |
| Cagliari - Sassari - Nuoro                    | Democrazia Cristiana                            | Antonio Segni                   |
| Cagliari - Sassari - Nuoro                    | Democrazia Cristiana                            | Gesumino Mastino                |
| Cagliari - Sassari - Nuoro                    | Democrazia Cristiana                            | Salvatore Mannironi             |
| Cagliari - Sassari - Nuoro                    | Democrazia Cristiana                            | Francesco Chieffi               |
| Cagliari - Sassari - Nuoro                    | Democrazia Cristiana                            | Francesco Murgia                |
| Cagliari - Sassari - Nuoro                    | Democrazia Cristiana                            | Battista Falchi                 |
| Cagliari - Sassari - Nuoro                    | Partito Sardo d'Azione                          | Emilio Lussu                    |
| Cagliari - Sassari - Nuoro                    | Partito Sardo d'Azione                          | Pietro Mastino                  |
| Cagliari - Sassari - Nuoro                    | Partito Comunista Italiano                      | Renzo Laconi                    |
| Cagliari - Sassari - Nuoro                    | Fronte dell'Uomo Qualunque                      | Giuseppe Abozzi                 |
| Cagliari - Sassari - Nuoro                    | Partito Socialista Italiano di Unità Proletaria | Angelo Corsi                    |
| Valle d'Aosta                                 | Fronte Democratico Progressista Repubblicano    | Giulio Bordon                   |